# Postback
El término postback 
tiene un significado en el cual el cliente solicita un llamado a un servidor a otra página web y esta demora un tiempo considerable de respuesta hacia el cliente.

## En eCommerce
En el contexto del comercio electrónico, el término se utiliza para describir una notificación de transacciones de ventas de los procesadores de pago al sitio del sistema de afiliados del comerciante. Específicamente un servicio web escrito para un sistema de software de seguimiento de las ventas de afiliados para el sistema mercantil de terceros para enviar o hacer "POST" de los datos. El término "Postback" se utiliza aquí para describir lo que hace el procesador de pago con el recibo de la transacción, ellos hacen "Post Back" (envío de vuelta) al programa de afiliados del comerciante, notificándoles de una transacción exitosa, donde pueden entonces abonar a los afiliados con sus ingresos.

## En desarrollo web
En el contexto de desarrollo web, un postback es un HTTP POST a la misma página que contiene el formulario. En otras palabras, el contenido del formulario es enviado de nuevo a la misma URL que la del formulario.
Los postbacks son vistos comúnmente en formularios de edición, donde el usuario introduce información en un formulario y pulsa en "guardar" o "enviar", provocando un postback. Entonces, el servidor actualiza la misma página con la información que acaba de recibir.
Los postbacks son discutidos comúnmente en relación con JSF y ASP o ASP.NET.
En ASP, un formulario y su acción POST tienen que ser creados como dos páginas separadas, dando lugar a la necesidad de una página intermedia y una redirección si uno simplemente quiere realizar un postback. Este problema fue abordado en ASP.NET con la función __doPostBack() y un modelo de aplicación que permite a una página realizar la validación y el procesamiento de sus propios datos del formulario.
En JSF, los postbacks activan el ciclo de vida completo de JSF, que al igual que ASP.NET realiza la conversión y validación de los datos del formulario que se ha incluido en el postback. Varios métodos de utilidad están presentes en la API de JSF para comprobar mediante programación si una solicitud dada es un postback o no.